# Джей Гулд (другий)
Джей Гулд другий (англ. Jay Gould II; 1 вересня 1888, Нью-Йорк — 26 січня 1935, Маргаретвілл) — американський гравець в же-де-пом (прообраз сучасного тенісу), чемпіон літніх Олімпійських ігор 1908 в Лондоні, триразовий чемпіон світу (1914—1916), онук американського фінансиста Джея Гулда.
На Іграх 1908 в Лондоні зайняв перше місце в єдиному турнірі з же-де-пому серед окремих спортсменів.